# Distretto di Santa Cruz de Flores
Il distretto di Santa Cruz de Flores è uno dei sedici distretti della provincia di Cañete, in Perù. Si trova nella regione di Lima e si estende su una superficie di 100,06 chilometri quadrati.
Istituito il 27 dicembre 1922, ha per capitale la città di Santa Cruz de Flores.